# Кальцієвий буровий розчин
Розчин кальцієвий (рос. раствор кальциевый; англ. calcium-treated mud; нім. Kalziumspülung f) — буровий розчин, до якого вводять певну кількість розчинних кальцієвих сполук.
В Україні існує успішний досвід будівництва нафтових і газових свердловин з використанням кальцієвих промивальних рідин. Фахівці в галузі промивальних рідин зазначають, що стійкість розбурюваних порід значною мірою залежить від наближення компонентного складу фільтрату промивальної рідини та складу пластової води. Чим вони ближчі один до одного, тим вища стійкість порід, що складають стінки свердловини.
Дослідниками проаналізовано матеріал близько 200 пробурених свердловин на площах Дніпровсько-Донецької западини та Карпатського нафтогазоносного регіону Прилуцьким УБР за 2000—2004 роки. Для лігносульфонатно-кальцієвої промивальної рідини (ЛКПР) були характерні найменші витрати ряду хімічних реагентів та матеріалів з розрахунку на 1 м3. Зокрема, порівняно з лігносульфонатною та лігносульфонатно-калієвою промивальною рідиною витрати реагенту КМЦ фінфікс НС є меншими відповідно у 3,25 і 5,6 раз, розріджувача ФХЛС (РВ-СМ) — у понад 10 разів.